# 内城田村
内城田村（うちきだむら）は三重県度会郡にあった村。現在の度会町の北東端、宮川の中流域にあたる。

## 地理
- 山岳：大日山、国束山
- 河川：宮川、鮠川

## 歴史
- 1889年（明治22年）4月1日 - 町村制の施行により、葛原村・大野木村・棚橋村・牧戸村・平生村・大久保村・立岡村・鮠川村・当津村・田間村・上久具村・下久具村の区域をもって発足。
- 1955年（昭和30年）4月1日 - 小川郷村・一之瀬村・中川村と合併して度会村が発足。同日内城田村廃止。

## 地域

### 教育
- 内外城田村立内城田小学校
- 内外城田村立内城田中学校
- 三重県明野高等学校内城田分校

## 名所・旧跡・観光スポット・祭事・催事
- 久具都比賣神社